# ミケル・バレンシアガ
ミケル・バレンシアガ・オレサガスティ（Mikel Balenziaga Oruesagasti , 1988年2月29日 - ）は、スペイン・バスク州ギプスコア県スマラガ出身の元サッカー選手。現役時代のポジションはDF。

## 来歴
レアル・ソシエダのカンテラから2006年より2シーズンBチームでプレーしたバレンシアガだったが、2008-09シーズン開幕前に、ソシエダと同じバスク州のライバルチームにあたるアスレティック・ビルバオに電撃移籍。2008年9月14日のマラガCF戦でプリメーラ・ディビシオンデビューを果たした。
2009-10シーズンはCDヌマンシアにローン移籍。2011年7月、レアル・バリャドリードと3年契約を締結。2011-12シーズンセグンダ・ディビシオン (2部) を3位で終え、1部復帰に貢献。翌2012-13シーズンは14位で終え、1部残留に貢献した。
2013-14シーズン開幕前に、古巣のアスレティック・ビルバオに復帰。2016年9月24日のセビージャFC戦で、プロ初ゴールを決めた。2022-23シーズン終了後、契約満了でクラブを退団した。2度の在籍期間で公式戦300試合以上に出場した。
2023年7月10日、プリメーラ・フェデラシオンに所属していたデポルティーボ・ラ・コルーニャへフリーで加入した。

## 代表歴
2007年から2年間、ユース世代のスペイン代表に招集された経験を持つが、フル代表に招集された経験はない。尚、2012年からはバスク州選抜チームに招集されている。